# 奧澤 (世田谷區)
奧澤（日语：／ Okusawa */?）是東京都世田谷區的町名。現行行政地名為奧澤一丁目至奧澤八丁目。郵遞區號為158-0083。

## 地理
町域東至東急大井町線綠丘站附近，北至九品佛川綠道，接目黑區自由之丘、綠丘，南接環八通、世田谷區東玉川、玉川田園調布、大田區田園調布等，九品佛站與尾山台站之間接世田谷區等等力。東急目黑線奧澤站位於中心，站前有南北向道路自由通。町內主要為住宅地。

## 歷史
貞和期間，此地為吉良氏領地，建有奧澤城。江戶時代屬荏原郡奧澤村，城池舊址創建淨真寺。1622年（寛文2年）西邊的開墾地分離成立奧澤新田村。天保年間，奧澤村稱為奧澤本村，奧澤新田村稱為奧澤村。
1876年（明治9年）兩村合併為奧澤村。1889年（明治22年），市町村制施行，為玉川村大字。大正期間，田園都市株式會社在此開發高級住宅區，1932年（昭和7年）世田谷區成立，其開發地成立玉川田園調布，其他地區為玉川奧澤町。1970年（昭和45年）實施住居表示。

### 地名由來
地名是指呑川支流九品佛川水源的濕地。

## 交通
- 奧澤站
  - 元住吉檢車區奧澤車庫
- 九品佛站

## 設施
公家機關
- 玉川警察署奧澤站前交番
- 玉川消防署奧澤出張所
- 世田谷區役所玉川總合支所奧澤社區營造中心（世田谷区役所玉川総合支所奥沢まちづくりセンター）
- 世田谷區立奧澤區民中心
- 世田谷區立奧澤圖書館
- 世田谷美術館分館宮本三郎紀念美術館

郵政
- 世田谷奧澤郵便局
- 世田谷奧澤一郵便局
- 世田谷九品佛郵便局

醫療
- 和誠會大脇醫院
- 柏堤會奧澤醫院

教育
- 玉川聖學院中等部、高等部
- 世田谷區立奧澤中學校
- 世田谷區立奧澤小學校
- 世田谷區立東玉川小學校[2]
- 世田谷區立九品佛小學校

寺社、教會
- 淨真寺（九品佛） - 淨土宗佛教寺院。
- 大音寺 - 淨土宗佛教寺院。
- 究竟寺 - 真宗大谷派佛教寺院。
- 妙光寺 - 日蓮宗佛教寺院。
- 源照寺 - 曹洞宗佛教寺院。
- 奧澤神社
- 日本基督教團奧澤教會
- 日本基督教團玉川平安教會
- 日本神的教會聯盟玉川神的教會

## 備註
1. ↑  平成25年（2013年）の世田谷区の町丁別人口と世帯数 - 世田谷区
2. ↑  所在地為奧澤一丁目1-1，但校地有三分之二在大田區石川町。因也靠近目黑區綠丘，有許多大田區、目黑區的兒童入學。 （页面存档备份，存于）